# Rue Henri Vandersaenen
La rue Henri Vandersaenen est un clos bruxellois de la commune d'Auderghem dans le quartier Melati qui donne sur la rue Armand Swevers sur une longueur de 70 mètres.

## Historique et description
Le 2 octobre 1959, le conseil donna le nom de Vandersaenen à cette nouvelle rue en la mémoire du caporal Henri Louis Vandersaenen, né le 9 mars 1920 à Auderghem, tué le 14 mai 1940 à Maaseik, durant la campagne des 18 jours, Seconde Guerre mondiale.
- Premier permis de bâtir délivré le 27 janvier 1960 pour le n° 14.